# Real Me
『Real Me』(リアル ミー)は、日本の歌手上原奈美の3枚目のシングルである。2005年8月10日発売。発売元はEMIミュージック・ジャパン。

## 概要
- CD-EXTRA仕様で「Real Me」のPVを収録。
- PV監督は内野政明。

## 収録曲
1. Real Me[3:48]
作詞：上原奈美・Satomi／作曲：井上ヨシマサ／編曲：水島康貴
2. xoxo[4:36]
作詞：上原奈美・海老根祐子／作曲：渡辺未来／編曲：安部潤
3. Slow Revolution -long ver.-[4:11]
作詞：上原奈美・売野雅勇／作曲：原一博／編曲：水島康貫
4. 『Real Me』 Video Clip[6:45]

## 楽曲の収録アルバム

### Real Me
- オリジナル『15』（2006年3月29日）

### xoxo
- オリジナル『15』（2006年3月29日）

## タイアップ
- Real Me：TBS系『大好き!五つ子』主題歌/ニッポン放送『福澤朗ラジオ☆スター』主題歌
- xoxo：ブルボン「プチシリーズ」CMソング